# Power Up
Power Up (стилізовано — PWRϟUP)  — сімнадцятий студійний альбом австралійського рок-гурту AC/DC, який вийшов 13 листопада 2020 року. Це шістнадцятий альбом випущений міжнародно і сімнадцятий випущений в Австралії. Альбом «Power Up» відзначився поверненням вокаліста Браяна Джонсона, барабанщика Філа Радда та бас-гітариста Кліффа Вільямса, які полишили гурт до, під час або після світового турне на підтримку їх попереднього альбому Rock or Bust в 2014 році. Також це перший альбом гурту AC/DC після смерті співзасновника та ритм-гітариста Малькольма Янга в листопаді 2017 року і альбом присвячений його пам'яті, за словами його брата Ангуса Янга.
Альбом позитивно сприйняли музичниі критики. Наприклад, на сайті Metacritic, який присвоює рейтинги за стобальною шкалою на основі відгуків професійних публікацій, альбом отримав середню оцінку в 79 балів на основі 18 відгуків, що оцінюється як "переважно позитивні відгуки".

## Запис та передісторія
Після випуску альбому Rock or Bust в 2014 році, гурт розпочав сімнадцятимісячне світове турне. Ще до початку турне барабанщик Філ Радд був затриманий за звинуваченнями у погрозі вбивством, зберіганні метамфетаміну та канабісу. На час туру Радда замінив Кріс Слейд, який раніше вже грав у AC/DC під час запису альбому The Razors Edge в 1990 році коли Філ Радд вперше тимчасово покинув гурт. До 2016 року вокаліст Браян Джонсон поступово втрачав слух, через що довелось перенести останні десять виступів турне «Rock or Bust». Зрештою, на цих останніх десяти виступах його замінив Ексл Роуз, вокаліст гурту Guns N' Roses. Бас-гітарист Кліфф Вільямс 8 липня 2016 заявив що він піде на пенсію після завершення турне, посилаючись на проблеми зі здоров'ям.
В 2018 році почали ходити чутки що AC/DC працюють над своїм сімнадцятим студійним альбомом, і що Джонсон, Радд і Вільямс повернулись до гурту. Крім того, Джонсон, Радд, Ангус Янг та Стіві Янг у серпні 2018 були помічені і сфотографовані на студії «Warehouse Studio» у Ванкувері, де вони записували три попередні альбоми. Ці чутки пізніше були підтверджені. Запис альбому відбувався протягом шести тижнів у серпні та вересні 2018 року, із деякими доопрацюваннями на початку 2019 року, за участі продюсера Брендана О'Браяна, який також працював над альбомами Rock or Bust 2014 року та Black Ice 2008 року. Авторами всіх пісень вважаються Ангус Янг та Малькольм Янг, оскільки Ангус провів ревізію сховища невипущених пісень AC/DC, яке головним чином містило напрацювання Малькольма, і саме з них і зібрав альбом. Місце Малькольма у гурті зайняв його племінник Стіві Янг.
|             | Ці записи є значною мірою присвяченими Малькольму, моєму братові. Це данина йому, так само як «Back in Black» була даниною Бону Скотту. |
| — Ангус Янг | |

## Промоція та публікація
Після серії таємничих натяків, які з'являлися на сайті гурту, 7 жовтня 2020 року було оголошено що назвою наступного альбому буде «Power Up». Перший сингл з цього альбому, «Shot in the Dark», вийшов того ж дня, так само після серії натяків протягом днів, що передували цьому. Відеокліп до цієї пісні вийшов 26 жовтня 2020. Після трималась на першому місці в чарті Billboard Mainstream Rock Tracks протягом двох тижнів на початку листопада 2020 року. Відеокліп до ще однієї пісні, «Demon Fire», вийшов 30 жовтня 2020 року, так само ще до публікації всього альбому. Другий сингл альбому, «Realize», вийшов 11 листопада 2020. Повністю і остаточно альбом вийшов 13 листопада 2020 року.

## Список композицій
| Перша сторона | Перша сторона               | Перша сторона |
| #             | Назва                       | Тривалість    |
| ------------- | --------------------------- | ------------- |
| 1.            | «Realize»                   | 3:37          |
| 2.            | «Rejection»                 | 4:06          |
| 3.            | «Shot in the Dark»          | 3:06          |
| 4.            | «Through the Mists of Time» | 3:32          |
| 5.            | «Kick You When You're Down» | 3:10          |
| 6.            | «Witch's Spell»             | 3:42          |

| Друга сторона | Друга сторона     | Друга сторона |
| #             | Назва             | Тривалість    |
| ------------- | ----------------- | ------------- |
| 7.            | «Demon Fire»      | 3:30          |
| 8.            | «Wild Reputation» | 2:54          |
| 9.            | «No Man's Land»   | 3:39          |
| 10.           | «Systems Down»    | 3:12          |
| 11.           | «Money Shot»      | 3:05          |
| 12.           | «Code Red»        | 3:31          |
| 41:03         |                   |               |

## Учасники запису
- Ангус Янг — основна гітара
- Браян Джонсон — основний вокал
- Філ Радд — ударні
- Кліфф Вільямс — бас-гітара та бек-вокал
- Стіві Янг — ритм-гітара та бек-вокал